# Неделку, Мариус
Ма́риус Неде́лку (Неде́льку) (рум. Marius Nedelcu) (род. 31 июля 1974, Кымпина, Румыния) — популярный румынский певец, бывший участник группы Akcent.

## Биография
До начала музыкальной карьеры Мариус работал фитнес-инструктором и менеджером, однако проявлял музыкальный талант уже с детства. В 2002 году он дал послушать свои записи молодому диджею Адриану Клаудиу Сыне, после чего тот пригласил Мариуса на кастинг и взял его в группу Akcent (Акцент). Мариус написал множество песен и текстов и для группы, и для других румынских исполнителей. Вместе с ним группа завоевала четыре золотых диска и один платиновый в Румынии, золотой диск во Франции, России и Польше. Вместе с Мариусом группа достигла пика своей популярности и обрела общемировую известность.
В 2008 году Мариус решил посвятить все свои силы сольной карьере и 16 апреля 2008 года покинул группу Akcent. Летом 2009 года в Европе и России популярной стала его песня «Rain» (feat. Giulia), а летом 2010 года — песня «You».

## Дебютный альбом
8 июля 2008 года вышел дебютный альбом Мариуса — «By Myself». Он включает в себя следующие композиции:
1. Doctor Mary
2. Lost
3. Never be (feat Cabron)
4. Playback Song
5. Rain (feat Giulia) (DJ Cre8or Remix)
6. Rain (feat. Giulia)
7. Walk Away
8. Sex Toy
9. Yes Or No (feat. Lala Girls)
10. You Know I Loved You

## Видеоклипы
- Rain
- Obsession
- Love Is Blind